# Outrebois
Outrebois és un municipi francès situat al departament del Somme i a la regió dels Alts de França. L'any 2007 tenia 263 habitants.

## Demografia

### Població

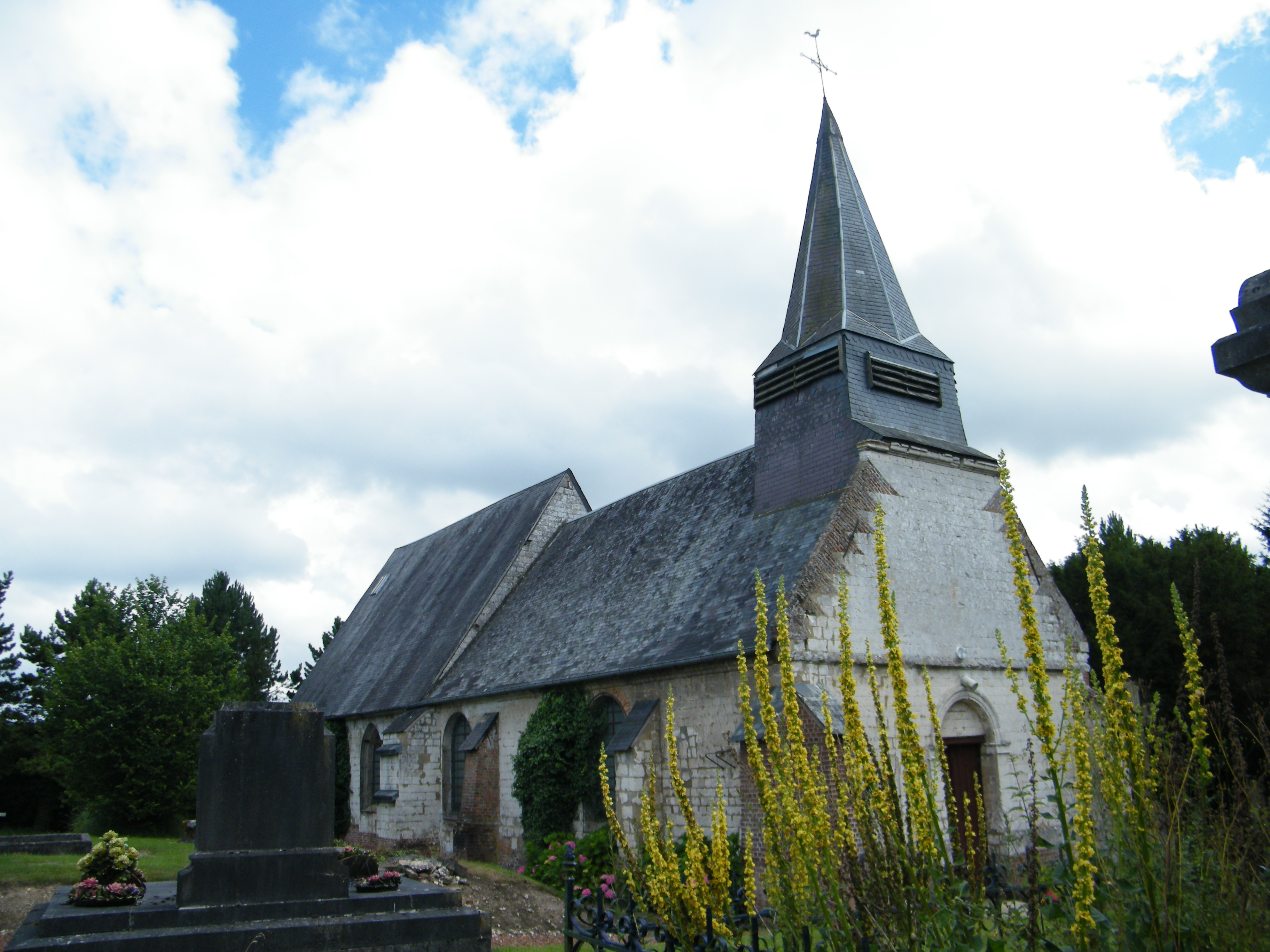

El 2007 la població de fet d'Outrebois era de 263 persones. Hi havia 96 famílies de les quals 21 eren unipersonals (7 homes vivint sols i 14 dones vivint soles), 36 parelles sense fills, 32 parelles amb fills i 7 famílies monoparentals amb fills.
La població ha evolucionat segons el següent gràfic:
Habitants censats

### Habitatges

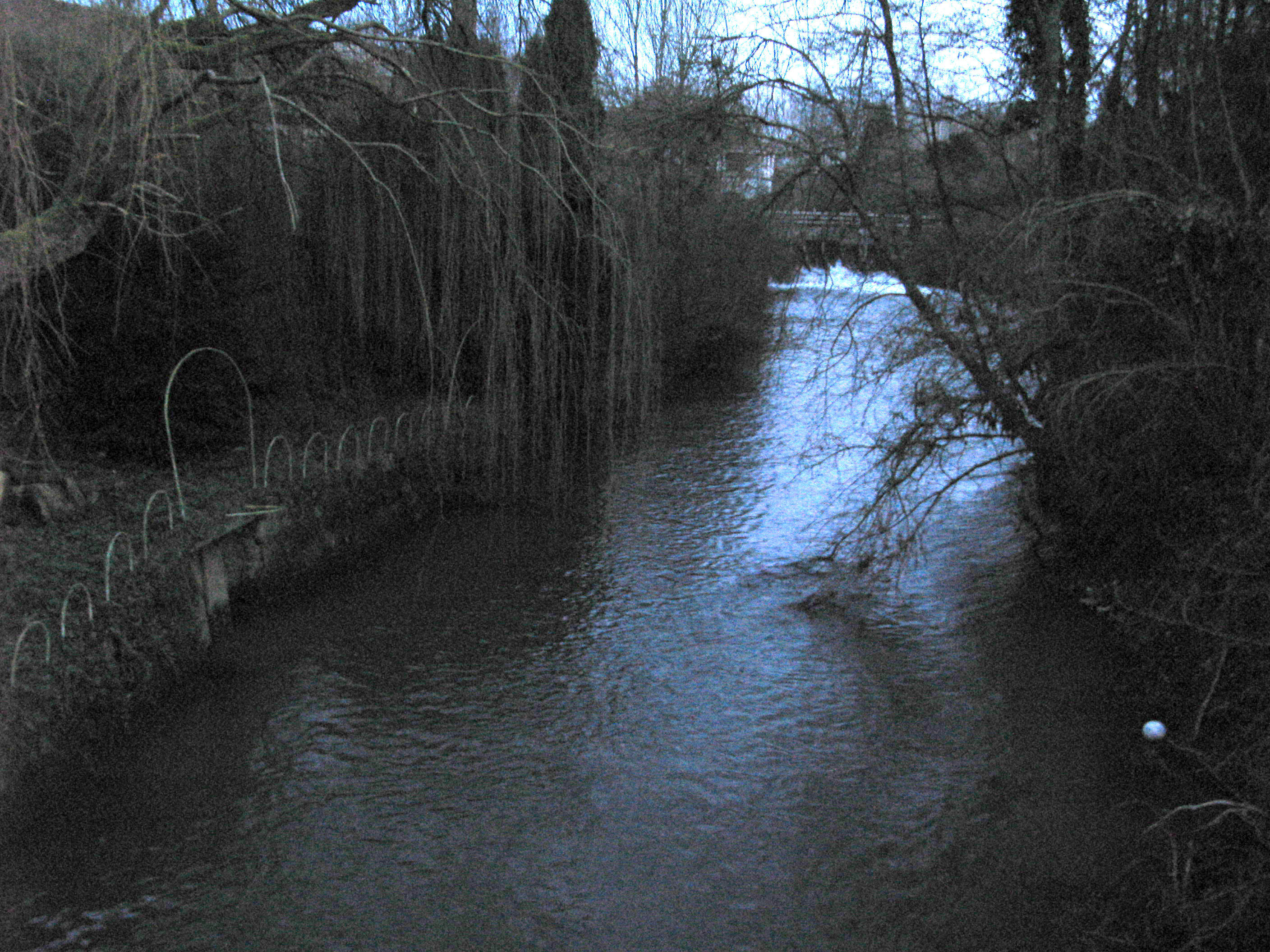

El 2007 hi havia 126 habitatges, 102 eren l'habitatge principal de la família, 9 eren segones residències i 14 estaven desocupats. Tots els 126 habitatges eren cases. Dels 102 habitatges principals, 80 estaven ocupats pels seus propietaris, 21 estaven llogats i ocupats pels llogaters i 2 estaven cedits a títol gratuït; 1 tenia dues cambres, 9 en tenien tres, 32 en tenien quatre i 60 en tenien cinc o més. 78 habitatges disposaven pel capbaix d'una plaça de pàrquing. A 45 habitatges hi havia un automòbil i a 46 n'hi havia dos o més.

### Piràmide de població

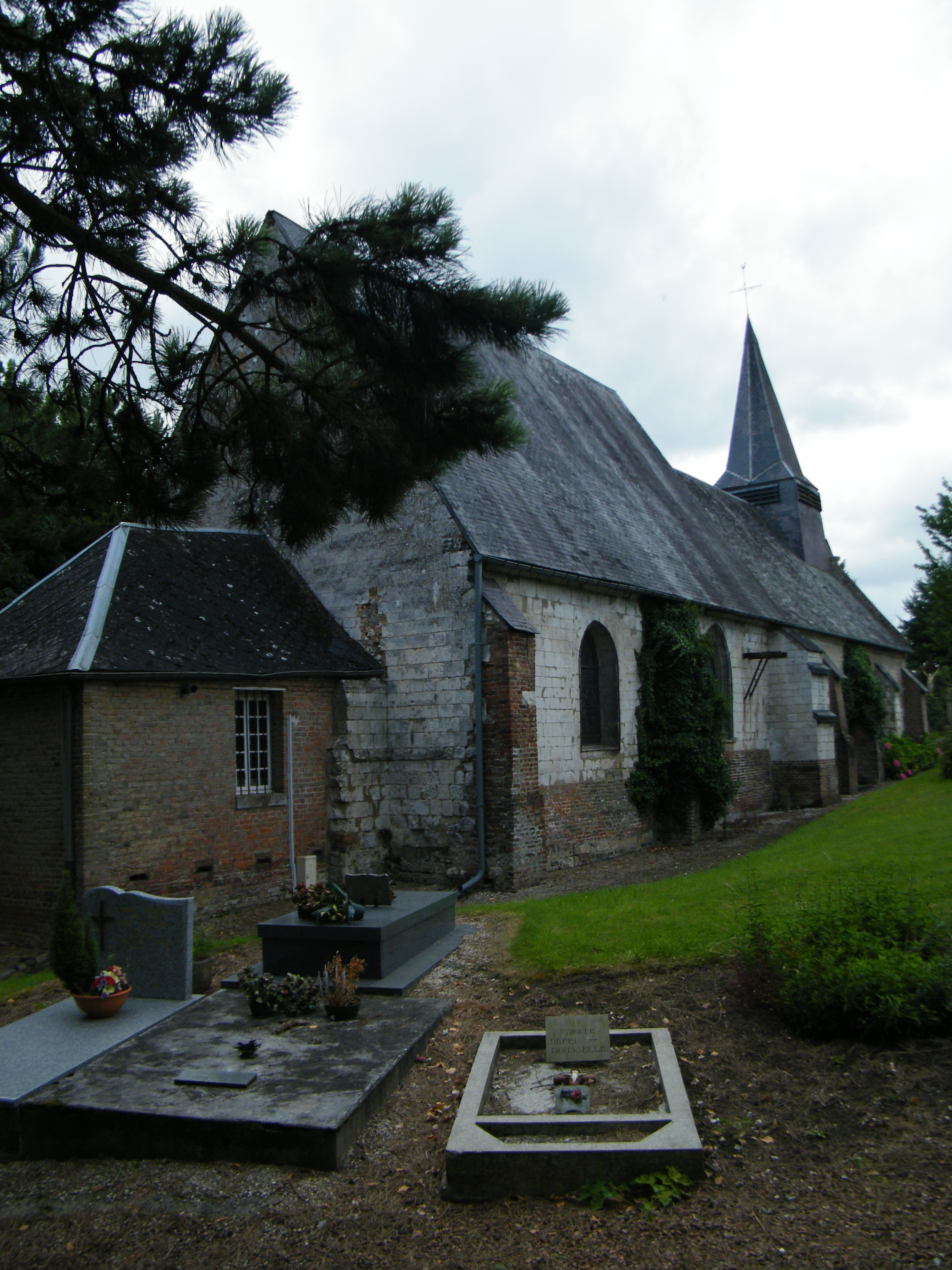

La piràmide de població per edats i sexe el 2009 era:
| Homes | Edats   | Dones |
| ----- | ------- | ----- |
| 0     | 95 o +  | 0     |
| 0     | 90 a 94 | 0     |
| 0     | 85 a 89 | 4     |
| 0     | 80 a 84 | 0     |
| 8     | 75 a 79 | 4     |
| 8     | 70 a 74 | 12    |
| 4     | 65 a 69 | 4     |
| 8     | 60 a 64 | 4     |
| 12    | 55 a 59 | 4     |
| 12    | 50 a 54 | 16    |
| 8     | 45 a 49 | 0     |
| 8     | 40 a 44 | 16    |
| 8     | 35 a 39 | 4     |
| 0     | 30 a 34 | 4     |
| 12    | 25 a 29 | 12    |
| 0     | 20 a 24 | 8     |
| 0     | 15 a 19 | 12    |
| 12    | 10 a 14 | 16    |
| 0     | 5 a 9   | 16    |
| 0     | 0 a 4   | 4     |

## Economia
El 2007 la població en edat de treballar era de 155 persones, 99 eren actives i 56 eren inactives. De les 99 persones actives 81 estaven ocupades (50 homes i 31 dones) i 18 estaven aturades (7 homes i 11 dones). De les 56 persones inactives 23 estaven jubilades, 12 estaven estudiant i 21 estaven classificades com a «altres inactius».

### Ingressos
El 2009 a Outrebois hi havia 111 unitats fiscals que integraven 283 persones, la mediana anual d'ingressos fiscals per persona era de 16.206 €.

### Activitats econòmiques

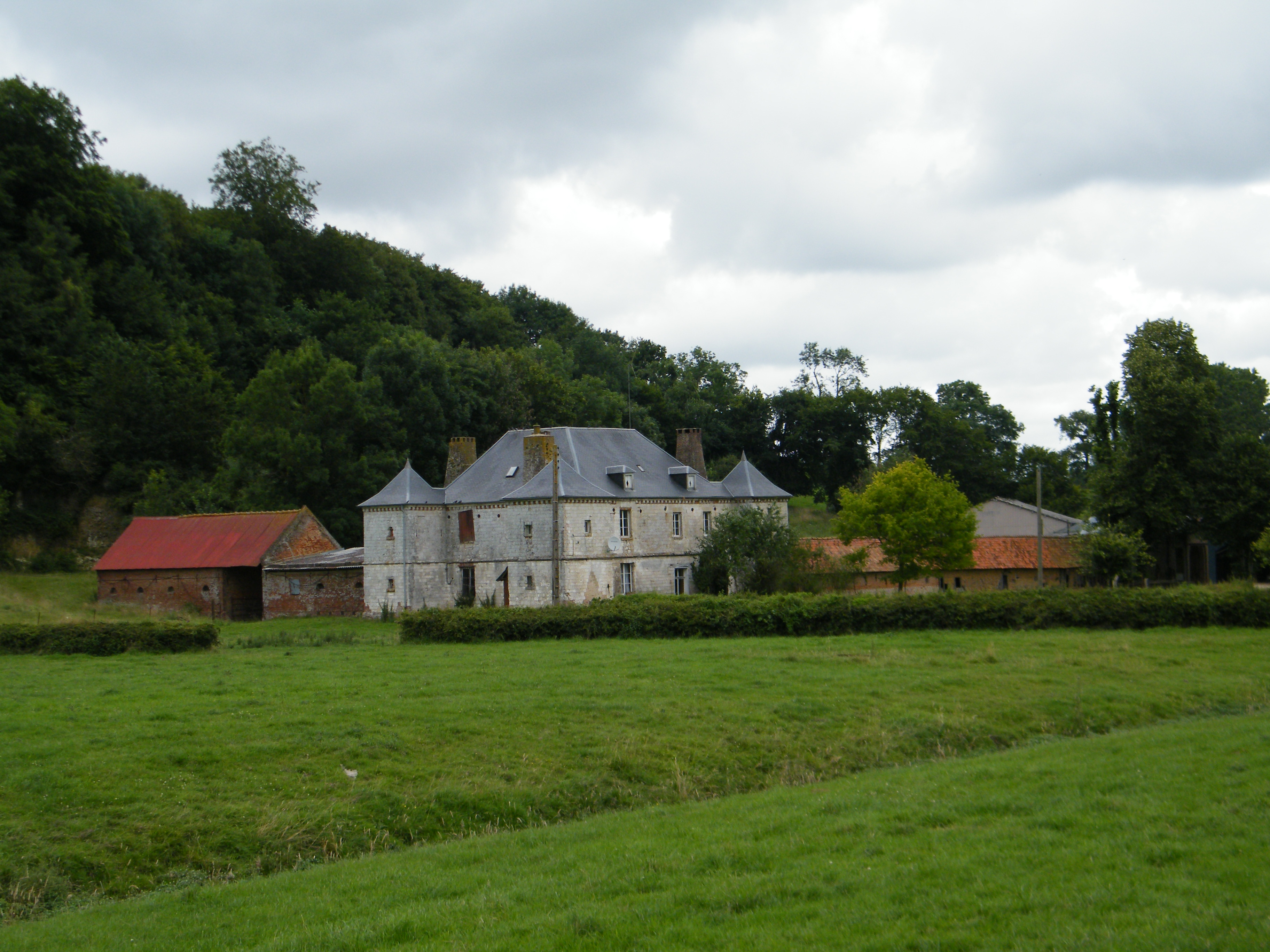
Otrebois-Boisbergues

Dels 5 establiments que hi havia el 2007, 1 era d'una empresa extractiva, 3 d'empreses de comerç i reparació d'automòbils i 1 d'una empresa de serveis.
L'any 2000 a Outrebois hi havia 19 explotacions agrícoles que ocupaven un total de 1.040 hectàrees.

## Poblacions més properes
El següent diagrama mostra les poblacions més properes.